# 絕代雙驕 (1992年電影)
《絕代雙驕》（英語：Handsome Siblings）是一部1992年上映的香港喜剧武侠片，由劉德華和林青霞主演。據本片監製蕭若元在其youtube頻道透露，原擔任導演的曾志偉由於在拍攝中途經常無故缺席而被其解僱，其後找來王晶繼續拍攝剩餘場口，惟上映後曾志偉仍被列為本片導演。

## 剧情
恶人谷十大恶人的陇外双魔因抢劫华东救灾银害死大量灾民，身为武林至尊的移花宮宮主来到恶人谷想要消灭十大恶人，却遭到十大恶人之一的李大嘴的好友燕南天的阻拦，燕南天怀抱他与移花宮主所生之男婴，两人断绝夫妻情分并展开比拼，宫主认输被迫离开，燕南天则因中了对方的寒玉功导致经脉尽断成为一个植物人。男婴小鱼儿自此在李大嘴和屠嬌嬌等恶人们的照料下长大成人。另一边，移花宫主则收养了一个取名花无缺的女婴当作男孩培养，期望她以后能接替宫主成为新一代武林至尊。
18年后，聪明伶俐又喜欢搞怪的小鱼儿经常随身携带一只假手作弄别人，进恶人谷的大盗高智森就吃到了小鱼儿的苦头。恶人师傅决定派小鱼儿去武林城参加每18年举行一次的武林争霸大会，希望他成为新的武林至尊获得赏善罚恶令，以此来保护抚养他长大的诸位恶人不被武林剿灭，而李大嘴和屠嬌嬌则奉命陪同小鱼儿一起前往。小鱼儿临行前向一直泡在药缸里的父亲燕南天告别。在路上小鱼儿被山贼万人迷抓获，正好赶上移花宫少主花无缺带人前来剿灭山贼杀了万人迷，小鱼儿因而获救并迷上了美女花无缺。而之前被抓获服侍万人迷的江玉郎也与小鱼儿相识，江玉郎逃离前偷走了一本书。
李大嘴和屠嬌嬌依靠杀人假戏骗得进入武林城所需的武林帖，小鱼儿等三人进入武林城见到了江玉郎之父江别鹤、江玉郎师傅北海神僧、捕快铁心兰，以及女扮男装的花无缺。江别鹤和北海神僧也得知小鱼儿是在恶人谷长大的燕南天之子。为了阻止花无缺夺得武林至尊之位，李大嘴提议设计令花无缺爱上小鱼儿，这样就可以令花无缺在比武大会上对小鱼儿手下留情，为此李大嘴想让花无缺吃下迷仙粉（春药），却没想到自己却误吃下了春药，最后忍不住还跟一头母马发生不齿之事。在第一轮比武大会上，小鱼儿、花无缺以及江氏父子进入最后四强。李大嘴和屠嬌嬌又设计令小鱼儿和花无缺进入一个地洞之中，小鱼儿使用花言巧语伪装重伤骗得花无缺对他动了情。
江别鹤等人围攻抓陇外双魔的李大嘴和屠嬌嬌，两人被小鱼儿救走，接着花无缺又来相助被围攻的小鱼儿，打斗被赶来的武林双尊（武林争霸大会负责人）所制止。江玉郎告诉移花宫主少主花无缺已经爱上小鱼儿，所以花无缺在比武大会上会不敌小鱼儿。为此宫主逼花无缺吞下一颗夺命丹要她不要手软，喝下茶水的宫主自己却也中了江别鹤和北海神僧所下之毒，因为江别鹤和北海神僧的真正身份正是精通易容术的陇外双魔。决战前夕小鱼儿又见到花无缺，谎称自己中了蓝面瘟神的神功，要求花无缺在次日的决战上不要对他手下留情，令花无缺对他动了真情。
在比武大会上，花无缺与小鱼儿对战时因手下留情激怒了宫主并被宫主出手打伤。北海神僧呵斥宫主作为上一届武林至尊擅自插手坏了大会规矩，并指出小鱼儿乃是她与燕南天的亲生儿子，身中剧毒的宫主发疯后被江氏父子联手害死。受伤的花无缺和小鱼儿被李大嘴和屠嬌嬌救走，大会只剩江玉郎和江别鹤。武林双尊拿出江玉郎交给他们的一本书，并念出江别鹤历年所犯下的抢劫杀人大案，最终江别鹤死于儿子手中，江玉郎成为新一任武林至尊，获得赏善罚恶令并习得寒玉功第九重之寒冰烈火掌。
练成绝世武功后江玉郎为了永远霸占武林至尊之位，就废了武林双尊的武功并交给二人一百万两银票让他们离开，之后又散布消息让众人追杀他们俩。当晚小鱼儿与身受重伤的花无缺拜堂成亲。被追杀的双尊逃到恶人谷被小鱼儿所救。双尊则教授小鱼儿打通燕南天经脉传送燕南天内力给花无缺令花无缺康复，并让二人学会可制服寒冰烈火掌的寒玉功第九重最高武功之郎情妾意剑。江玉郎抓到恶人谷的其他六位恶人并用寒冰烈火掌杀死其中两位，小鱼儿和花无缺夫妇赶来阻止，最终二人依靠郎情妾意剑合力消灭江玉郎。

## 角色
| 演員   | 角色             | 簡介                                                                                                 |
| 劉德華 | 小魚兒           | 燕南天和邀月宮主之子，李大嘴和屠嬌嬌之乾兒子，本名燕小魚。                                           |
| 林青霞 | 花無缺           | 女性，从小被邀月宫主收养，被当做男孩抚养成人，宫主期望她能成为武林至尊。喜歡李魚兒，後為李魚兒之妻。 |
| 張敏   | 邀月宮主         | 移花宮宮主，燕小魚之母。                                                                             |
| 吳孟達 | 李大嘴           | 恶人谷十大恶人之一，李魚兒之乾爸。                                                                   |
| 葉德嫻 | 屠嬌嬌           | 十大恶人之一，李魚兒之乾媽。                                                                         |
| 吳鎮宇 | 江玉郎           | 大反派                                                                                               |
| 張國柱 | 江别鶴           | 江玉郎之父，真正身份是十大惡人兼隴外雙魔的千面魔王                                                   |
| 馮克安 | 北海神僧         | 江玉郎的師父，真正身份是十大惡人兼隴外雙魔的毒魔王                                                   |
| 苗僑偉 | 燕南天           | 小鱼儿之父，邀月宫主丈夫，李大嘴好友                                                                 |
| 袁詠儀 | 鐵心蘭           | 捕快                                                                                                 |
| 吳耀漢 | 賞善罰惡雙尊之一 | |
| 王青   | 賞善罰惡雙尊之一 | |
| 陳龍   | 铁战             | 十大恶人「狂狮」                                                                                     |
| 史美儀 | 萬春流           | 「神醫」                                                                                             |
| 顧美華 | 黑寡婦           | |
| 成奎安 | 大盜高智森       | |

## 歌曲
| 曲別   | 歌名         | 作曲   | 作詞   | 演唱者 |
| 主題曲 | 《玩世不恭》 | 卢冠廷 | 唐书琛 | 劉德華 |
| 插曲   | 《决战前夕》 | 顾嘉辉 | 唐书琛 | 劉德華 |

## 獎項
| 年份 | 頒獎典禮             | 獎項       | 名單   | 結果 |
| ---- | -------------------- | ---------- | ------ | ---- |
| 1993 | 第12屆香港電影金像獎 | 最佳女主角 | 林青霞 | 提名 |
| 1993 | 第12屆香港電影金像獎 | 最佳男配角 | 吳鎮宇 | 提名 |

## 外部連結
- 香港影庫上《絕代雙驕》的資料（繁體中文）
- 開眼電影網上《正宗絕代雙驕》的資料（繁體中文）
- 豆瓣电影上《絕代雙驕》的資料 （简体中文）
- 时光网上《絕代雙驕》的資料（简体中文）
- AllMovie上《絕代雙驕》的资料（英文）
- 爛番茄上《絕代雙驕》的資料（英文）
- 互联网电影数据库（IMDb）上《絕代雙驕》的资料（英文）